# ساق متفلسة
الساق المتفلسة (بالإنجليزية: Scaly leg)‏ هو مرض يصيب الدجاج وطيور أخرى. يسبب المرض الحمنانة المبدلة وهي سوس طفيلي. السوس يصيب الجحور تحت حراشف سيقان الطيور ومناطق أخرى كالعرف والغبب لدى الدجاج. 
يمكن علاج الداء عن طريق استخدام مواد زيتية لمنع تنفس السوس الطفيلي على غرار جيل الفازلين أو الزيوت النباتية، أو زيت تدليك الصدر. يمكن اللجوء أيضا إلى المبيدات الحشرية لقتل السوسات الطفيلية. تُنقع منطقة الرجل أو القدم بواسطة ماء به صابون ممزوج بمحلول الأموانياك مركز وتُفرك بلطف بواسطة فرشات للتخلص من آثار الداء.
يمكن لبقايا الأنسجة المتساقطة(بسبب الداء) أن تبقى معدية رغم مرور أشهر. لذا يستحسن إبعاد الطائر عن تلك المناطق أو تطهير مكان تعشيشها. 
دورة حياة السوس تتم بالكامل لدى الطيور وينتشر المرض عادة عن طريق الاتصال المباشر.

## طالع
- مرض الافتراس (دواجن)